# وليم حنا شوملي
وِلْيَم حَنَّا شُومَلِي (ولد في 15 مايو 1950 في بيت ساحور في الضفة الغربية) هو أسقف مساعد (باللغة الإنجليزية) في بطريركية اللاتين في القدس. رُسِم كاهنًا في 24 يونيو 1972 و خدم ثمانية أعوام في أبرشيات الأردن، و تسعة عشرة عامًا بروفيسورًا و من ثم رئيسًا للمعهد الإكليريكي لبطريركية اللاتين في بيت جالا و بعد ذلك صار مديرًا عامًا.

## حياته
في عام 1961 دخل وليم حنا شوملي الإكليريكية الصغرى في المعهد الإكليريكي في بيت جالا و بعدها الإكليريكية الكبرى في نفس المعهد. رُسم كاهنًا بعد إكمال دراساته في الفلسفة و اللاهوت في 24 يونيو 1972. بعد ذلك عُين قسيسًا في الزرقاء، الأردن و راعيًا في شطنا، الأردن. أكمل دراساته العليا عام 1980 في الأدب الإنجليزي في جامعة اليرموك و صار محاضرًا في الإكليريكية الصغرى في المعهد الإكليريكي في بيت جالا. و في عام 1989 نال الدكتوراة في الدراسات الليتورجية من جامعة القديس أنسلم الحبرية في روما و عمل بروفيسورًا في الليتورجيا و نائبًا لرئيس المعهد الإكليريكي وعميد كلية الفلسفة واللاهوت في الإكليريكية الكبرى في المعهد الإكليريكي في بيت جالا.
عمل في 1998 عام مديرًا عامًا واقتصاديًا في بطريركية اللاتين في القدس. ثم عُين رئيسًا للمعهد الإكليريكي لبطريركية اللاتين في بيت جالا عام 2005. و في عام 2009 عُين مستشارًا لبطريركية اللاتين في القدس.
في 31 مارس 2010 عينه البابا بندكت السادس عشر أسقفًا فخريًا للّد و رسمه أسقفًا مساعدًا في بطريركية اللاتين بعد كمال حنا بطحيش (باللغة الإنجليزية). بعد ذلك صار نائبًا بطريركيًا في فلسطين و إسرائيل و الأردن و قبرص. كرسه البطريرك فؤاد طوال أسقفًا في 27 مايو 2010 في بيت لحم و شارك في تكريسه الأسقف المساعد المطران سليم الصايغ و الأسقف المساعد جياشينتو-بولس ماركوزو (باللغة الإنجليزية).
أجرى وليم حنا شوملي عدة مقابلات إعلامية بصفته أسقفًا مساعدًا للقدس عن مواضيع متعلقة بالشرق الأوسط، كزيارة البابا للفلسطينيين، و يوم الشباب العالمي (باللغة الإنجليزية)، و الفلسطينيين في إسرائيل والمواجهات في قطاع غزة.
في 8 فبراير 2017 قام المدبر الرسولي لبطريركية اللاتين في القدس بييرباتيستا بيتسابالا بترشيح المطران وليم حنا شوملي لمنصب النائب البطريركي في الأردن ليخلف البطريرك مارون لحام الذي تقاعد في 6 فبراير 2017.